# 怀特河 (佛蒙特州)
怀特河（英語：White River）是美国佛蒙特州的一条河流，长约60.1-英里（96.7-） ，是康乃狄克河的一条支流，起源自綠山山脈余脉，在89號州際公路附近汇入康乃狄克河。